# Cordia parvifolia
Cordia parvifolia är en strävbladig växtart som beskrevs av A. Dc.. Cordia parvifolia ingår i släktet Cordia, och familjen strävbladiga växter. Inga underarter finns listade i Catalogue of Life.

## Bildgalleri

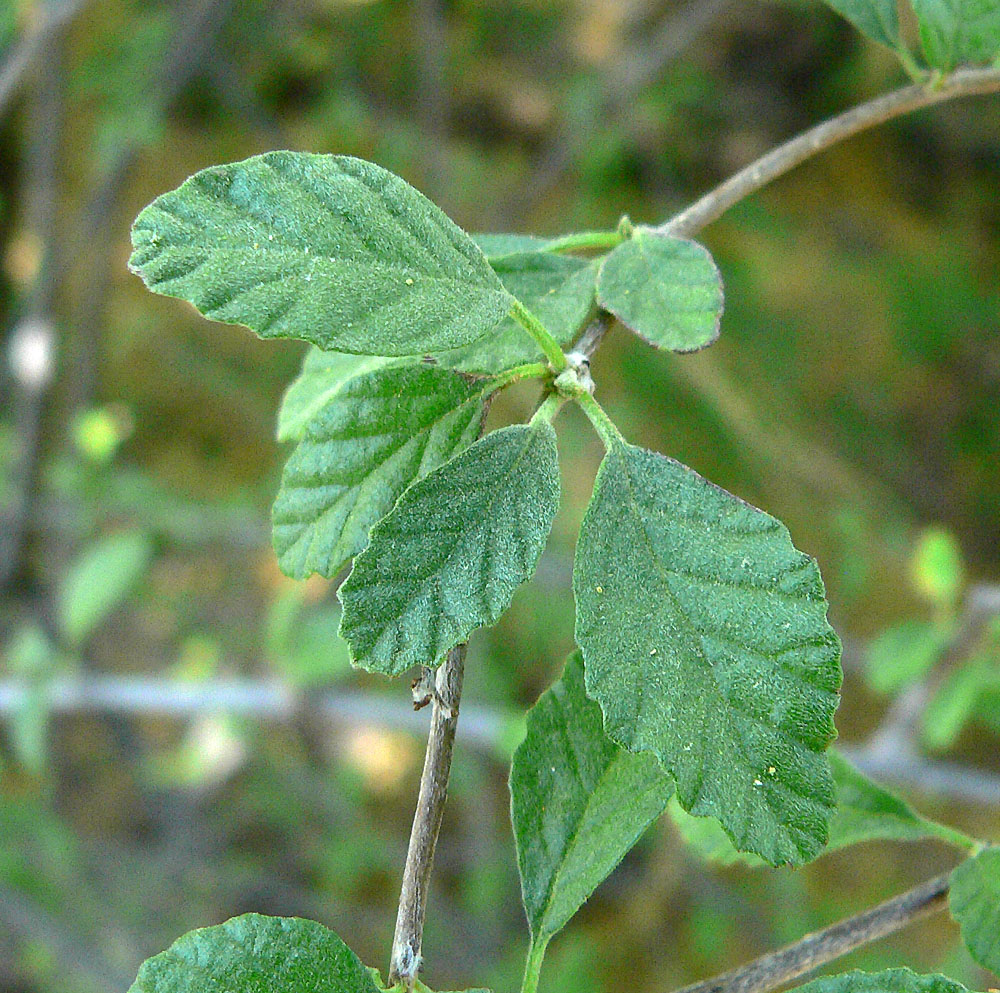
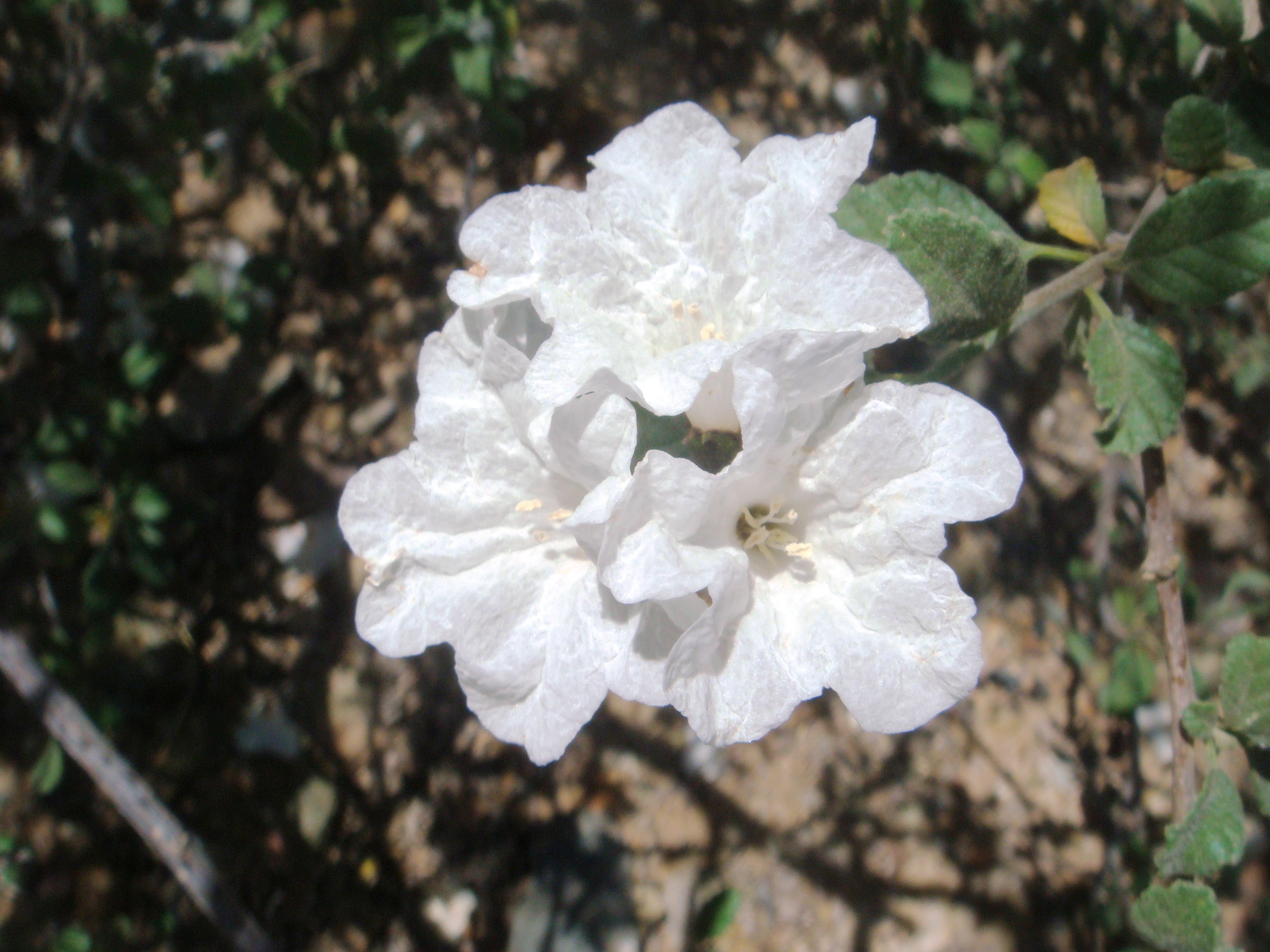